# Rose Byrne

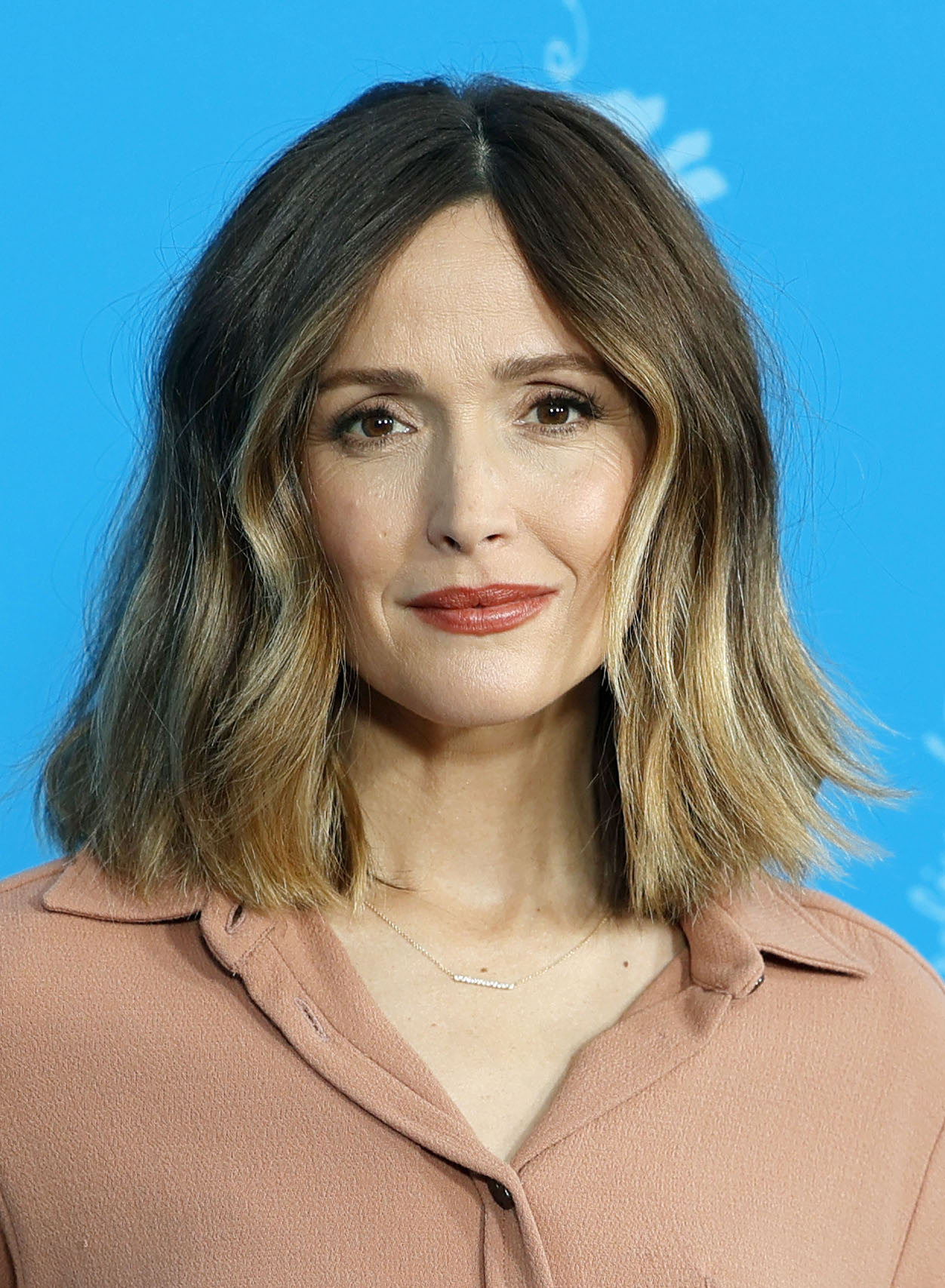
Rose Byrne (2025)

Mary Rose Byrne (* 24. Juli 1979 in Balmain, Sydney, New South Wales) ist eine australische Schauspielerin.

## Leben und Karriere
Erste Erfahrungen in ihrem Beruf machte Rose Byrne am Australian Theatre for Young People in Sydney. Mit fünfzehn Jahren erhielt sie ihre erste Rolle in der Komödie Dallas Doll. Die folgenden fünf Jahre wurde sie für verschiedene Fernsehproduktionen gecastet, bis sie 1999 das nächste Angebot für eine Kinorolle bekam. Seitdem war sie jedes Jahr in mehreren Kino- und Fernsehproduktionen zu sehen.
Für die Hauptrolle in Clara Laws romantischer Tragikomödie The Goddess of 1967 erhielt Byrne bei den Filmfestspielen von Venedig 2000 die Coppa Volpi in der Kategorie Beste Darstellerin. Den Durchbruch in ihrem Heimatland Australien bescherte ihr 2003 die Hauptrolle in dem Film I Capture the Castle. Zu ihren bekanntesten Filmen gehören Star Wars: Episode II (2002), das Historienepos Troja (2004), in dem sie die Tempeldienerin Briseis spielte, Sehnsüchtig (2004), der Endzeit-Horror-Thriller 28 Weeks Later (2007) und X-Men: Erste Entscheidung (2011).
Von 2007 bis 2012 war Byrne in einer der Hauptrollen der US-amerikanischen-Fernsehserie Damages – Im Netz der Macht zu sehen und erntete für ihre Darstellung 2007 eine Nominierung für den Emmy und einen AACTA Award sowie 2008 eine Nominierung für den Golden Globe. 2025 wurde sie mit dem Silbernen Bären für die Beste Schauspielerische Leistung in einer Hauptrolle für If I Had Legs I'd Kick You ausgezeichnet.
Byrne war bis zur Trennung im Januar 2010 sechs Jahre lang mit ihrem Landsmann und Schauspielkollegen Brendan Cowell liiert. Seit 2012 ist sie mit ihrem US-Schauspielkollegen Bobby Cannavale liiert, mit dem sie zwei Söhne (* 2016 und * 2017) hat.

## Filmografie (Auswahl)

### Filme
- 1994: Dallas Doll
- 1999: The Date
- 1999: Two Hands
- 2000: My Mother Frank
- 2000: The Goddess of 1967
- 2001: The Pitch
- 2002: Star Wars: Episode II – Angriff der Klonkrieger (Star Wars: Episode II – Attack of the Clones)
- 2002: City of Ghosts
- 2003: I Capture the Castle
- 2003: Take Away
- 2003: The Night We Called it a Day
- 2003: The Rage In Placid Lake
- 2004: Troja (Troy)
- 2004: Sehnsüchtig (Wicker Park)
- 2005: The Tenants
- 2006: Marie-Antoinette
- 2006: Dead Girl (The Dead Girl)
- 2007: Sunshine
- 2007: 28 Weeks Later
- 2007: Just Buried
- 2008: The Tender Hook
- 2009: Adam – Eine Geschichte über zwei Fremde. Einer etwas merkwürdiger als der Andere. (Adam)
- 2009: Knowing – Die Zukunft endet jetzt (Knowing)
- 2010: Männertrip (Get him to the Greek)
- 2010: Insidious
- 2011: Brautalarm (Bridesmaids)
- 2011: X-Men: Erste Entscheidung (X-Men: First Class)
- 2012: The Place Beyond the Pines
- 2013: Das hält kein Jahr…! (I Give It a Year)
- 2013: Prakti.com (The Internship)
- 2013: Insidious: Chapter 2
- 2014: Bad Neighbors (Neighbors)
- 2014: Sieben verdammt lange Tage (This Is Where I Leave You)
- 2014: Adult Beginners – Erwachsenwerden für Anfänger (Adult Beginners)
- 2014: Annie
- 2015: Spy – Susan Cooper Undercover (Spy)
- 2015: Mit besten Absichten (The Meddler)
- 2016: Bad Neighbors 2 (Neighbors 2: Sorority Rising)
- 2016: X-Men: Apocalypse
- 2017: The Immortal Life of Henrietta Lacks (Fernsehfilm)
- 2018: Peter Hase (Peter Rabbit)
- 2018: Juliet, Naked
- 2018: Plötzlich Familie (Instant Family)
- 2019: I Am Mother (Stimme)
- 2019: Jexi
- 2020: Lady Business (Like a Boss)
- 2020: Irresistible – Unwiderstehlich (Irresistible)
- 2021: Peter Hase 2 – Ein Hase macht sich vom Acker (Peter Rabbit 2: The Runaway)
- 2022: Seriously Red
- 2022: Spirited
- 2023: Insidious: The Red Door
- 2023: Teenage Mutant Ninja Turtles: Mutant Mayhem
- 2023: Ezra – Eine Familiengeschichte (Ezra)
- 2025: If I Had Legs I’d Kick You
- 2025: Tow

### Fernsehserien
- 1995: Echo Point (eine Folge)
- 1997: Fallen Angels (eine Folge)
- 1997: Wildside (2 Folgen)
- 1999: Big Sky (eine Folge)
- 1999: Heartbreak High (3 Folgen)
- 2000: In Sachen Mord (Murder Call, eine Folge)
- 2005: Casanova (Miniserie, 3 Folgen)
- 2007–2012: Damages – Im Netz der Macht (Damages, 59 Folgen)
- 2013: Portlandia (eine Folge)
- 2016: No Activity (5 Folgen)
- 2018: Angie Tribeca (eine Folge)
- 2019: At Home with Amy Sedaris (eine Folge)
- 2020: Mrs. America (Miniserie, 9 Folgen)
- 2021–2023: Physical
- 2022: The Boys (eine Folge)
- seit 2023: Platonic
- 2024: Die Abenteuer der Teenage Mutant Ninja Turtles (Tales of the Teenage Mutant Ninja Turtles, Stimme)